# Monarca del paradís de Palawan
El monarca del paradís de Palawan (Terpsiphone cyanescens) és un ocell de la família dels monàrquids (Monarchidae).

## Hàbitat i distribució
Viu als clars dels boscos, vegetació secundària i matolls de les illes Palawan, al sud és de les Filipines